# Axel Gyllenkrok
Axel Gyllenkrok est un militaire suédois né le 2 août 1664 à Åbo (aujourd'hui Turku, en Finlande) et mort le 17 septembre 1730 au château de Svenstorp.

## Biographie
Élève à l'Académie royale d'Åbo, Gyllenkrok s'intéresse très jeune à la poliorcétique. Il entre au service d'Erik Dahlbergh en 1683 et apprend la topographie, la cartographie et l'art de la construction de forteresses. En 1691, il s'engage comme volontaire dans l'armée française et participe ainsi à plusieurs affrontements de la guerre de la Ligue d'Augsbourg : le siège de Namur (1692) et les batailles de Steinkerque (1692) et Neerwinden (1693). Il a l'occasion d'étudier de près les fortifications construites par Vauban aux frontières du royaume de France avant de rentrer en Suède en 1696.
Lorsque la Grande guerre du Nord éclate, en 1700, Gyllenkrok est capitaine au sein du régiment d'infanterie Svea livgarde (sv). Il participe aux campagnes de Charles XII contre le Danemark, puis contre la Pologne. En 1706, il est promu au rang de lieutenant-colonel et à la charge de quartier-maître général. Il accompagne le roi dans sa campagne en Russie et participe à la bataille de Poltava le 28 juin 1709, dont il a laissé un récit détaillé. Il est capturé par les Russes quelques semaines plus tard et passe les douze années qui suivent en captivité en Sibérie.
Gyllenkrok est libéré après la conclusion du traité de Nystad entre la Russie et la Suède, en 1721. De retour au pays en 1722, il est nommé gouverneur du comté de Göteborg et Bohus l'année suivante, poste qu'il occupe jusqu'à sa mort en 1730.